# Chapelle-lez-Herlaimont
Chapelle-lez-Herlaimont (wa. El Tchapele) – miejscowość i gmina w Belgii, w Regionie Walońskim, w prowincji Hainaut, w okręgu Charleroi. 1 stycznia 2024 r. liczyła 14 839 mieszkańców.

## Podział administracyjny
W skład gminy wchodzą dwie dzielnice (section):
- Godarville
- Piéton

## Współpraca
Miejscowość partnerska:
- Boğazlıyan, Turcja
- Bulancak, Turcja
- Calascibetta, Włochy
- Châtillon-sur-Indre, Francja
- Santa Elisabetta, Włochy
- Zakura, Maroko